# Manuel Ribas i Piera
Manuel Ribas Piera (Barcelona 1925- 14 de marzo de 2013) fue un arquitecto español, hijo de Josep Maria Ribas i Casas. Se licenció en arquitectura y Derecho en la Universidad de Barcelona. Influido inicialmente por sus profesores (Eusebi Bona, Adolfo Florensa, Josep Francesc Ràfols, Joan Margarit) y los especialistas europeos llegados a Barcelona, Alberto Sartoris y Bruno Benedetto Zevi. A partir de 1952 formó parte del Grupo R.
Su obra como arquitecto se complementó con su labor como urbanista, iniciándose el curso del Instituto Superior e Internacional de Urbanismo Aplicado de  Bruselas celebrado  en 1951, con presencia de nueve arquitectos españoles  (entre ellos Emilio Larrodera) y  donde Gaston Bardet expuso su concepción de la organización policéntrica de la ciudad.
En el terreno público participó en el Plan Provincial de Barcelona (1959-1963) y en el esquema director del área metropolitana (1963-68), en el terreno privado, con la planificación de los planes generales de ordenación urbana de Palma de Mallorca (1968-1970) y de Murcia (1973-1976). Desde 1956 fue profesor de la Escuela de Arquitectura de la Universidad Politécnica de Cataluña, donde además fue catedrático de urbanismo de 1965 a 1990. Desde 1978 también fue miembro de la Instituto de Estudios Catalanes.
Escribió los libros Jardines de Cataluña (1991), N. M. Rubió i Tudurí y el planeamiento territorial, así como Barcelona i la Catalunya-ciutat (2004).
En 1992 recibió la Medalla Narcís Monturiol al mérito científico y tecnológico y en 2001 la Cruz de Sant Jordi.

## Obras
- Laboratorios J. Uriach y Cía (1964-1974)
- Editorial Labor, en Sant Joan Despí (1969, junto con J. Adroer)
- Casa Carner, en la Cerdaña.
- Casa Cendrós, en Sant Feliu
- Edificio de viviendas del paseo de Sant Joan (1975)
- Boca norte del túnel de la Rovira
- Nueva rambla del Carmel
- Ronda de Dalt de Barcelona
- Nuevo campus de El Valle de Hebrón (Universidad de Barcelona)
- Parque de Vallparadís de Tarrasa